# Sant Macari d'Estopanyà
Sant Macari d'Estopanyà és una ermita romànica restaurada al municipi d'Estopanyà, a la Franja de Ponent.
Queden restes a la part del darrere de la porta que s'hi construí durant la Guerra Civil Espanyola, quan s'emprà com a magatzem de gra.
La festivitat coincidia amb la d'Estopanyà, quan aquesta eren els tres primers dies de l'any. El dia 2 de gener s'acudia en processó amb l'orquestra que els mossos del poble havien contractat per l'ocasió i es ballava el "Ball del Totxet".